# Iheringichthys syi
Iheringichthys syi is een straalvinnige vissensoort uit de familie van de antennemeervallen (Pimelodidae). De wetenschappelijke naam van de soort is voor het eerst geldig gepubliceerd in 2012 door Azpelicueta & Britski.